# Philodendron lentii
Philodendron lentii är en kallaväxtart som beskrevs av Thomas Bernard Croat och Michael Howard Grayum. Philodendron lentii ingår i släktet Philodendron och familjen kallaväxter. Inga underarter finns listade.